# Бяла котинга
Бялата котинга (Procnias albus) е вид птица от семейство Cotingidae.

## Разпространение
Видът е разпространен в Бразилия, Венецуела, Гвиана, Суринам, Тринидад и Тобаго и Френска Гвиана.